# Farkas Vladimir
Farkas Vladimir, születési nevén Lőwy Vladimir (Kassa, Csehszlovákia, 1925. augusztus 12. – Budapest, 2002. szeptember 13.) államvédelmi alezredes, az ÁVH egyik vezetője, memoárszerző.

## Életrajza

### Családja
Kommunista elkötelezettségű magyar zsidó családba született. Nevét az alig másfél évvel korábban elhunyt Vlagyimir Iljics Lenin emlékére kapta. Apja, Lőwy Hermann, nyomdász és kommunista mozgalmár volt, később Farkas Mihály néven a Rákosi-diktatúra egyik vezéralakja és magyar honvédelmi miniszter lett. Anyja, Lőwy Regina szintén pártaktivistaként tevékenykedett. A családot szoros szálak fűzték az illegális kommunista mozgalom számos tagjához. Lőwy Sándor, a későbbi mártír Vladimir anyai nagybátyja; Schönherz Zoltán pedig a család barátja és támogatója volt.

### Gyermekévek
Születése évében apját, mint a helyi kommunista ifjúsági szervezet titkárát letartóztatták és börtönbüntetésre ítélték. A trianoni békeszerződés utáni környezetben magyar anyanyelve és zsidó származása miatt már eleve ellenszenv övezte őt és családját. A kommunista kötődés és apja börtönbüntetése csak tovább fokozta a kivetettségből fakadó kilátástalanságot és a család amúgy is nagy nyomorát. Édesanyja 1929-ben egy sikertelen öngyilkossági kísérlet után (fiával a megáradt Hernádba ugrott, de kimentették) Vladimirt hátrahagyva emigrált. Bécsen keresztül Franciaországba ment, ahol tagja lett a Francia Kommunista Pártnak. Legközelebb csak 1945-ben találkoztak. Apja szabadulása után szintén emigrált, így Vladimírt tizennégy éves koráig apai nagyanyja, Lőwy Janka nevelte, meglehetősen nyomorúságos körülmények között. Szüleitől semmilyen támogatást nem kaptak. Bár szlovák nyelvű iskolába járt, otthon mindvégig magyarul beszéltek, és kassai környezete is elsősorban magyar anyanyelvű volt. Nagyanyja még fia bebörtönzésekor szakított a zsidó vallással és hagyományokkal, így Vladimir vallástalan közegben nőtt fel, életében származása sosem játszott meghatározó szerepet.

### A Szovjetunióban
1939-ben apja Schönherz Zoltán segítségével átcsempésztette a Szovjetunióba és magához vette Moszkvába. Fia előtt sem igazán titkolta, hogy ezt a döntését hamar megbánta; Vladimir gyakorlatilag „nemkívánatos személyként” élt apjánál a Lux szállóban. Orosz nyelvű iskolában folytatta tanulmányait, így 18 éves korára már három nyelven (magyarul, szlovákul és oroszul) beszélt anyanyelvi szinten.
A Szovjetunióban élte át a teljes II. világháborút is. Iskolatársaihoz hasonlóan ő is jelentkezett önkéntes honvédelmi munkára; Szmolenszk és Vjazma között ásott tankelhárító árkokat. A rossz higiéniai viszonyok következtében kapott fertőző betegsége miatt több társával együtt hazaküldték. Ezt később szégyelleni való gyengeségnek tekintette. Mivel a Wehrmacht csapatok rövidesen megközelítették Moszkvát, Farkas Mihályt és családját az emigráns magyar pártvezetéssel együtt Ufába, a szovjet hátországba telepítették át. Itt néhány hónapot esztergályosként dolgozott egy ipari üzemben. 1942–1943 között az MKP megbízásából elvégezte a kusnarenkovói pártiskolát, a Komintern káderképző iskolát, majd Rákosi Mátyás ajánlatát elfogadva 1944-ben rádiós kiképzésen vett részt, hogy Magyarországra küldhessék „illegális munkára”. A háborús propaganda és maga a háború szilárd antifasiszta meggyőződést nevelt ki benne; akár fegyveresen is hajlandó lett volna harcolni a németek ellen, erre azonban a háború befejezése miatt már nem került sor.

### ÁVO, ÁVH
A háború végeztével, 1945 nyarán apja családjával Budapestre költözött. A nevüket is ekkor magyarosították Farkasra. Családi hátterének köszönhetően azonnal a formálódó kommunista pártelit környezetébe került. Mivel rádiós kiképzésben részesült, megkopott magyar nyelvtudása ellenére a pártközpont Akadémia utcai épületében rádiósként alkalmazták. Feladata a budapesti és a vidéki pártvezetők közötti titkos rádiókapcsolat biztosítása volt, ezért számos ismeretségre tett szert az ország leendő vezetői és a pártbürokraták körében. Munkája révén még Rákosi Mátyás irodájába is bejáratos volt.
Az ország helyzetének normalizálódásával és a Magyar Kommunista Párt hatalmának fokozatos kiépülésével a rádiókapcsolat fenntartása céltalanná vált. Ennek felszámolása után a rendőrség politikai osztályára, a PRO-ra küldték dolgozni. Közvetlenül érkezése után, 1946 októberében Rajk László a PRO-ból létrehozta a közvetlen belügyminiszteri alárendeltségben működő Államvédelmi Osztályt. A Száberszki József vezette, egyebek között a telefonlehallgatásokat és levélvizsgálatokat végző operatív technikai alosztályon kezdte meg belügyi pályafutását, alhadnagyi rangban. Kezdetben, mivel rádiós képzettségét messze túlértékelték, már-már mérnöki végzettséget tulajdonítottak neki, műszaki feladatokat látott el. Rövidesen vezetőként kezdett tevékenykedni, majd Száberszki helyettese, végül pedig – annak távozását követően – utódja lett. Sok országosan ismert politikus rokona volt kollégája; többek között beosztottja volt Tamáska Mária, Kádár János felesége is. Jelentős részben az ő közreműködésével és vezetése alatt épült ki az ÁVO és később az ÁVH technikai eszköztára. Az operatív technikai alosztály vezetőjeként például a kihallgatások hangrögzítésének irányításával vett részt az ÁVH fő tevékenységében. Az évek során – feltehetőleg nem függetlenül Farkas Mihály befolyásának növekedésétől – századosi, őrnagyi, végül pedig alezredesi rangra emelkedett, és Péter Gábor bizalmasa lett. 1950-ben, már a Belügyminisztériumtól függetlenített, és Államvédelmi Hatóság néven önálló szervezetté alakított munkahelyén elhagyta az operatív technikai osztályt és megbízást kapott az ÁVH határon túli politikai felderítésének, a Hírszerző Főosztálynak a megszervezésére. Vezetésével épült ki a háború utáni magyar felderítőhálózat, ez azonban 1956-ban összeomlott, feltehetően nagyrészt dekonspirálódott.
Tevékenysége nem korlátozódott az operatív technikai, illetve hírszerző munkára. Az Államvédelmi Hatóságon zajló koholt ügyek, bűnügynek beállított politikai leszámolások közül 1949-től szinte minden fontos vizsgálatban részt vett, a MDP ellenfeleivel szembeni és az MDP-n belüli hatalmi harcokban egyaránt. Saját elmondása szerint először a Rajk-ügy során kapott vizsgálati, tehát nem pusztán technikai jellegű munkát. Közvetlenül Péter Gábor utasítására Cseresnyés Sándort hallgatta ki egy alkalommal. Ezután az Államvédelmi Hatóság szinte minden fontos vizsgálati munkájában részt vett, többek között a Rajk-ügy vizsgálata során Justus Pál, Vándor Györgyi és mások állandó kihallgatója volt, és szerepet kapott a párton belüli egykori szociáldemokraták meghurcolásában is. Egyes visszaemlékezések szerint beosztottja, Bauer Miklós jelentős mértékben közreműködött Ries István halálra kínzásában; Kádár János, Kállai Gyula és társai ügyének vizsgálatát pedig ő vezette annak kezdeti szakaszában. Névlegesen vezetője volt a Péter Gábor korábbi helyettese, Szücs Ernő és testvére körül koholt kémügy felgöngyölítésének. A Szücs testvérek agyonveretése során vezetői intézkedéseket foganatosított, az eseményekről jelentést készített, de közvetlen felelősségét élete végéig nem csupán tagadta, hanem nyomós érveket is felhozott önmaga védelmében.
Visszaemlékezései szerint hírszerző munkájának és a vizsgálatokban való tevékenységének is szerves részesei voltak a szovjet partnerszervezetek, elsősorban az MGB és a GRU által küldött tanácsadók. Ezek szerepe nem korlátozódott tanácsadásra, lényegében az ÁVH teljes tevékenységét ellenőrizték, a Rajk-ügy második szakaszában például Belkin altábornagy lényegében kikapcsolta Péter Gábort az események irányításából.
Apja 1952-ben szembefordult Rákosival, Péter Gábor pedig röviddel ezt követően kegyvesztett lett és letartóztatták. Az ÁVH Piros László körül központosuló új vezetése, valamint feltehetően a Farkas Mihállyal szembenálló pártbeli érdekcsoportok nyomására helyzete az ÁVH-n belül fokozatosan nehezedett. Sztálin röviddel később bekövetkezett halálával és Nagy Imre első miniszterelnökségének kezdetével az ÁVH-t újra a belügyminisztérium felügyelete alá rendelték. Megkezdődött az ÁVH tevékenységének felülvizsgálata, korábbi vezetőinek, prominens személyiségeinek letartóztatása, a sztálinista berendezkedés leépítése, szervezeteinek felszámolása, vezetőinek perbe fogása. Az időközben a hatalomba visszakerült Rákosi a közhangulat csitítására apját és őt szemelte ki bűnbaknak a korábbi sztálinista terrorért. 1955-ben, az Államvédelmi Hatóság Hírszerzési Osztályának helyettes vezetőjeként távozott, 1956-ban pedig ellene is eljárás indult. 1956. október 5-én (a Rajk László újratemetése előtti napon) letartóztatták, így a forradalom alatt és után is apjával együtt börtönben volt. Tizenegy rendbeli hamis vádban való bűnrészességért (meghamisított vallomás aláíratása a kihallgatottal) 12 évre ítélték. Évekig együtt raboskodott apjával és korábbi főnökével, Péter Gáborral. Büntetéséből csak négy évet töltött le, 1960-ban egyéni kegyelemmel szabadult.
Bár már Farkasénál korábban is voltak ávósperek – és utána is –, az elítéltek száma mégis elenyésző, és az ítéletek is jóval enyhébbek voltak az elkövetett bűnöknél. Általában is elmondható, hogy az ÁVH átalakítása, felszámolása összefonódott a párton belüli hatalmi harcokkal, tisztasága és alapossága megkérdőjelezhető. Mivel az ötvenes évek elejének leszámolásaiban a legtöbb korabeli politikus érintett volt valamilyen mértékben, az MDP, majd később az MSZMP igyekezett az ÁVH-t névtelenségben tartani, a szervezet egykori emberei többnyire magas presztízsű, befolyásos pozícióba kerültek az ÁVH felszámolása után. Farkas, akit a régi, Rákosi körül központosuló és az új, Kádár nevével fémjelzett hatalmi csoportosulás is bűnbaknak szánt, a kevés számú kivételek közé tartozott.

### Bukása után
Börtönévei alatt kezdte csak el átgondolni egész addigi életét. Szabadulása után felesége és családja elhagyta, ahogy a rendszer sem gondoskodott róla, a többi volt ávóssal vagy ÁVH-ssal ellentétben. Kistisztviselőként dolgozott nyugdíjazásáig, állandó megvetésben. A nyolcvanas években kezdett el egyre inkább érdeklődni a politika iránt és kezdett mind jobban és jobban szembenézni saját és az általa kiszolgált rendszer bűneivel. Az 1988-ban vele készült, Beszélőben megjelent, erősen rövidített interjú a figyelem középpontjába emelte. A nem sokkal később bekövetkezett rendszerváltás után számos helyre meghívták beszélgetni, rengeteg interjút adott, melyekben – a hozzá hasonló, vagy magasabb rangúak közül egyedüliként – nemcsak nyíltan beismerte és vállalta bűneit, és próbált az azokkal kapcsolatos kérdésekre válaszolni, hanem egyben mintegy a nyilvánossághoz fordult bűnbocsánatért. „Nincs mentség” címmel („az ÁVH alezredese voltam” alcímmel) 1990-ben kiadott egy önéletrajzi könyvet, melyben nyíltan vallott elkövetett bűneiről és kereste rájuk a magyarázatot, a bocsánatot. Élete utolsó évtizedében apja életét kutatta.

## Magánélete
A kusnarenkovói pártiskolán ismerte meg Berei Verát, akivel 1945-ben összeházasodott. Két leánygyermekük született. Apósa, Berei Andor befolyásos külügyér, anyósa, Andics Erzsébet pedig nagy hatalmú kultúrpolitikus volt; mindketten közismertek voltak keményvonalas nézeteikről. Farkas ambivalens viszonyban állt velük; a szülők nem örültek leányuk párválasztásának. Bár karrierje tetőpontjának idején elfogadták őt, visszaemlékezései szerint Andiccsal egy alkalommal hatalmi konfliktusba is sodródott. Kapcsolatukat jól jellemzi, hogy Andics Erzsébet szerepet vállalt az 1956. októberi meglepetésszerű letartóztatásában is. Berei Vera közvetlenül Farkas szabadulása után elvált tőle. Farkas elmondása szerint nehéz helyzetét kihasználva lényegében kisemmizte őt. Később még két házasságot kötött.

## Műve
- Nincs mentség – Az ÁVH alezredese voltam; Interart, Bp., 1990 ISBN 9638035129